# Франческо Меріано
Франческо Меріано (21 вересня 1896, Турин — 21 травня 1934, Кабул) — художник-футурист, дипломат, письменник, журналіст і політик. Генеральний консул Італії в Одесі (1928—1929).

## Життєпис
З 1921 по 1923 рік він співпрацював з газетою Il Popolo d'Italia, заснованою Беніто Муссоліні. У 1923 році він був заступником директора «Il Resto del Carlino» в Болоньї і був одним із засновників серії блокнотів «Imperia». З 1923 по 1924 рр. — був обраним мером Чезені.
У 1927 році Меріано вступив на дипломатико-консульську службу Італії. У 1928 році був призначений генеральним консулом в Одесі.
З 24 червня 1929 року по 26 вересня 1930 року був відправлений до Люксембургу. З 1931 до середини 1932 року він був консулом в Рабаті, де керував двотижневим журналом L'Ala Italiana для італійців у Марокко.
У 1933 році він поїхав до Спліта, щоб спробувати вирішити деякі територіальні конфлікти та для пропаганди італійської культури в Далмації.
У 1934 році його відправили до Кабула як повноважного міністра, де він помер від хвороби. Похований на цвинтарі Сеттіньяно.